# Дімітрі Петратос
Димітрі Петратос (англ. Dimitri Petratos, нар. 10 листопада 1992, Сідней) — австралійський футболіст, нападник клубу «Ньюкасл Юнайтед Джетс».
Виступав, зокрема, за клуби «Сідней» та «Брисбен Роар», а також національну збірну Австралії.

## Клубна кар'єра
Народився 10 листопада 1992 року в місті Сідней. Вихованець футбольної школи клубу «Пенріт Непін Юнайтед», у складі головної команди якого 2009 року дебютував у чемпіонаті штату Новий Південний Уельс. Наступного року у цьому ж турнірі грав за «Сідней Олімпік», виступаючи на правах оренди з клубу «Сідней».
Того ж року Петратос повернувся в свій клуб і 7 листопада 2010 року в матчі проти «Ньюкасл Юнайтед Джетс» він дебютував у А-Лізі. 8 січня 2011 року в поєдинку проти «Голд-Кост Юнайтед» Дімітрі забив свій перший гол за «Сідней». 
На початку 2013 року Петратос на півроку поїхав у малайзійський «Келантан», а влітку повернувся на батьківщину, ставши гравцем «Брисбен Роар». 19 жовтня в матчі проти свого колишнього клубу «Сідней» він дебютував за нову команду. 26 грудня у поєдинку проти «Сіднея» Дімітрі зробив хет-трик, забивши свої перші голи за «Брисбен Роар». У 2014 році він допоміг команду виграти чемпіонат.
На початку 2017 року Петратос перейшов у південнокорейський «Ульсан Хьонде». У матчі проти «Пхохан Стілерс» він дебютував у Кей-Лізі. Тим не менш заграти у новому клубі гравець не зумів і вже у червні повернувся до Австралії, підписавши дворічний контракт з «Ньюкасл Юнайтед Джетс». 7 жовтня у матчі проти «Сентрал Кост Марінерс» він дебютував за нову команду. У цьому ж поєдинку Петратос забив свій перший гол за «Ньюкасл Юнайтед Джетс». Станом на 29 травня 2018 року відіграв за команду з австралійського Ньюкасла 27 матчів в національному чемпіонаті.

## Виступи за збірні
2008 року зіграв одну гру у складі юнацької збірної Австралії, відзначившись одним забитим голом.
Протягом 2009–2011 років залучався до складу молодіжної збірної Австралії у складі збірної до 20 років взяв участь у молодіжному чемпіонаті світу у Колумбії, де зіграв у всіх трьох матчах, але його команда не вийшла з групи. Всього на молодіжному рівні зіграв в 11 офіційних матчах, забив 2 голи.
23 березня 2018 року в товариському матчі проти збірної Норвегії Петратос дебютував у складі збірної Австралії, а через кілька місяців поїхав з командою на чемпіонат світу 2018 року у Росії.

## Досягнення
- Переможець A-Ліги: 2013-14